# حارة القاسمي (ذمار)
حارة القاسمي هي إحدى حارات مدينة ذمار التابعة لمحافظة ذمار، بلغ تعداد سكانها 1,019 نسمة حسب تعداد اليمن لعام 2004.